# Primož Roglič
Primož Roglič (Zagorje ob Savi, 29 de octubre de 1989) es un ciclista esloveno que compite para el equipo Red Bull-BORA-hansgrohe.
Inició su carrera deportiva como saltador de esquí hasta 2011, cuando se dedicó por completo al ciclismo. Cómodo en las pruebas contrarreloj y montaña, es un especialista en carreras por etapas.
Ha ganado muchas carreras por etapas en una semana: la Vuelta al País Vasco 2018 y 2021, el Tour de Romandía en 2018 y 2019, el UAE Tour 2019, la Tirreno-Adriático 2019 y 2023, la París-Niza 2022, el Critérium del Dauphiné 2022 y 2024, y la Volta a Cataluña 2023 y 2025. En las Grandes Vueltas, ha logrado al menos tres victorias de etapa, subir al podio en cada una de ellas y la victoria en la clasificación general de la Vuelta a España en 2019, 2020, 2021 y 2024 y del Giro de Italia en 2023.

## Biografía

### Carrera como saltador de esquí
Nació en Eslovenia, en Zagorje ob Savi, un antiguo pueblo minero. Comenzó a saltar y a esquiar, cuando tenía solo ocho años de edad. Su debut oficial fue en enero del año 2003, en Villach Austria, en la Copa Continental de Saltos de Esquí, organizada por la Federación Internacional de Esquí (FIS). En 2006, ganó con el equipo esloveno la medalla de plata de la competencia por equipos, categoría juvenil, en la Copa del Mundo de Saltos de Esquí, celebrados en Kranj. Ganó la medalla de oro en la categoría juvenil por equipos en el año 2007 con Jurij Tepeš, Mitja Mežnar y Robert Hrgota, en el campeonato celebrado en Tarvisio. En el mismo año 2007, tuvo un fuerte accidente al realizar un salto; una caída al momento del aterrizaje le causó heridas, fracturas en la nariz y varias costillas e incluso, conmociones cerebrales.Como parte de su proceso de recuperación, comenzó a probar cosas nuevas, incorpora la bicicleta, con resultados destacables como amateur. Detuvo su carrera en 2012 tras lograr cinco podios como individual, en la Copa Continental de Saltos de Esquí, así: 2 victorias (Planica 2006 colina normal; Westby 2007 Gran colina), 1 segundo puesto (Westby 2007 Gran colina), 2 terceros lugares (Planica 2006 colina normal; Vikersund 2006 colina normal).

### Carrera ciclista

#### Carrera amateur
Autor de una muy buena temporada de ciclismo amateur en 2012 en Eslovenia, se unió al equipo de Adria Mobil después de haber superado una prueba de esfuerzo. Hizo una buena temporada 2013, obteniendo como principales resultados el décimo lugar en el Campeonato de Eslovenia de Ciclismo en Ruta y la decimoquinta posición en el Tour de Eslovenia. Al año siguiente, ganó la segunda etapa del Tour de Azerbaiyán y confirmó su feliz debut al vencer su primera carrera de un día, la Croacia-Eslovenia. Este periodo le permitió aprender en viajes por toda Europa, en carreras de segundo nivel, a cambio de alojamiento y reembolso de sus gastos. Dijo sobre esos años: "No tenía técnica. La principal dificultad era aprender a montar en pelotón. Al menos en los cronos puedo elegir mis trazadas."

#### Carrera profesional

##### 2016: Primera etapa en el Giro de Italia
En 2016 firmó para el equipo UCI WorldTeam Lotto NL-Jumbo. Se destapó en la prueba contrarreloj inaugural de 9,8 km del Giro de Italia, en la que terminó segundo, siendo relegado solo por veintidós milésimas de segundo por el especialista neerlandés Tom Dumoulin. Una semana después, ganó la novena etapa del mismo Giro de Italia, una contrarreloj de 40,4 km. En agosto, participó en dos carreras de ciclismo de los Juegos Olímpicos de 2016 en Río de Janeiro. Terminó décimo en la contrarreloj y vigésimo sexto en la carrera en ruta. Al final de la temporada, en el Campeonato Mundial de Ciclismo en Ruta en Doha, obtuvo el quinto lugar en la contrarreloj por equipos con el Lotto NL-Jumbo y tuvo su primera participación con su equipo nacional. Ocupó el vigésimo cuarto puesto en la contrarreloj individual.

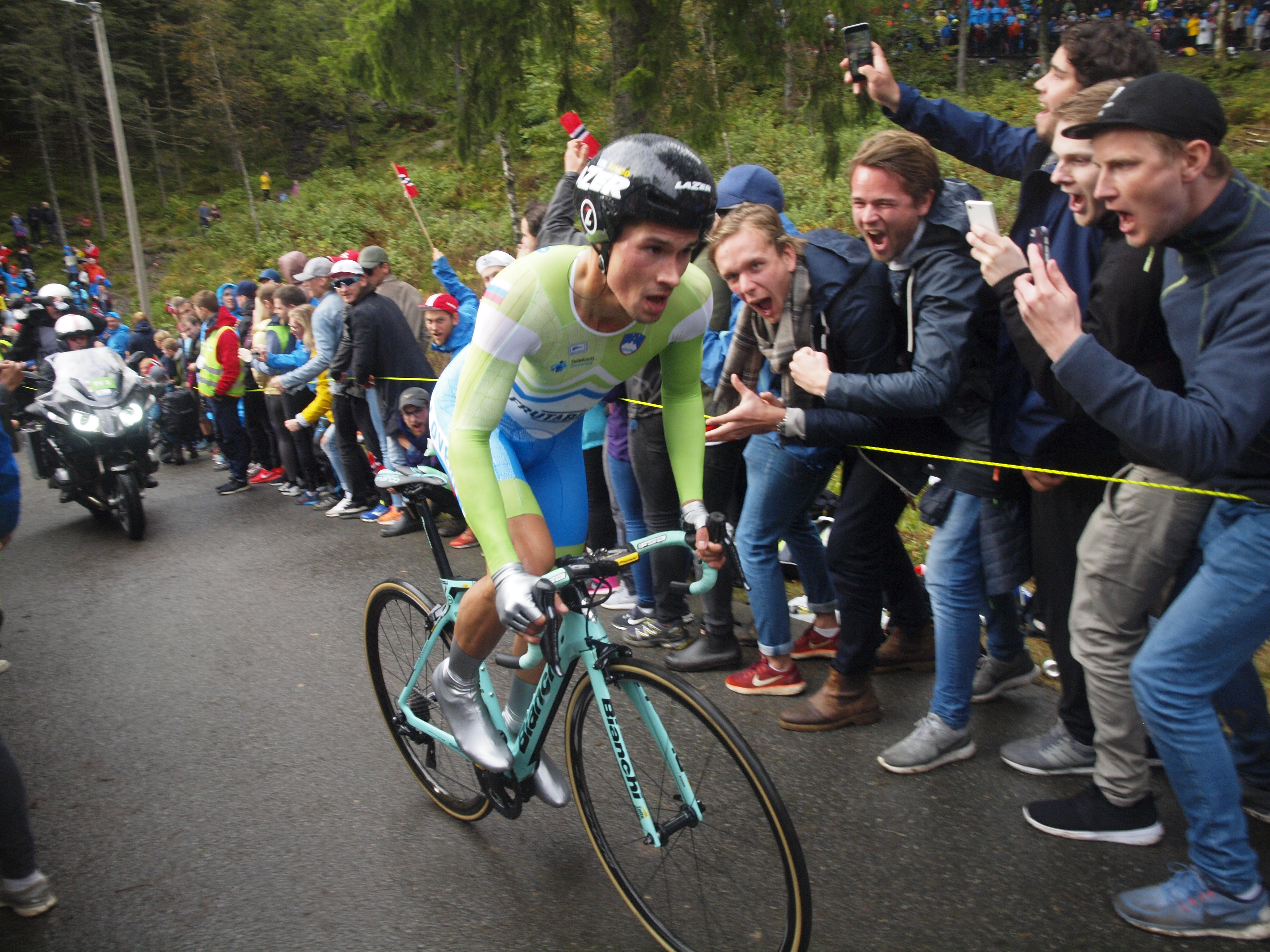
Roglič durante el mundial de 2017.

##### 2017: Primera etapa en el Tour de Francia
A principios de 2017, ganó la clasificación general de la Vuelta al Algarve. En la primavera, ganó tres carreras contrarreloj. En la Vuelta al País Vasco, dos días después de ganar en Bilbao, ganó la última etapa, una contrarreloj, y terminó quinto en la general. En el Tour de Romandía, su victoria en el escenario contrarreloj le permitió alcanzar el podio final. Finalmente, ganó el prólogo del Ster ZLM Toer y terminó segundo en la general en esta carrera. En julio, corrió su primer Tour de Francia. En la primera etapa, un prólogo contrarreloj en Düsseldorf, se cayó y terminó en el puesto 65.º. Dos semanas después, se convirtió en el primer ciclista esloveno en ganar una etapa del Tour de Francia. Presente en una escapada de unos treinta corredores, pasó en cabeza en el Col du Télégraphe y luego aceleró en el ascenso del Col du Galibier. Primero lo siguieron Alberto Contador y Serge Pauwels, luego se fue solo. Pasó la cima con una cómoda ventaja y ganó solo en Serre Chevalier. En el Campeonato Mundial de Ciclismo en Ruta en Bergen, Noruega, fue el séptimo en la contrarreloj por equipos. Luego, en la contrarreloj individual, ganó la medalla de plata. Superado por Tom Dumoulin por casi un minuto, quedó por delante de Christopher Froome por 24 segundos. Fue uno de los corredores que eligió cambiar su bicicleta al pie de la escalada final y conseguir un mejor tiempo en ella.

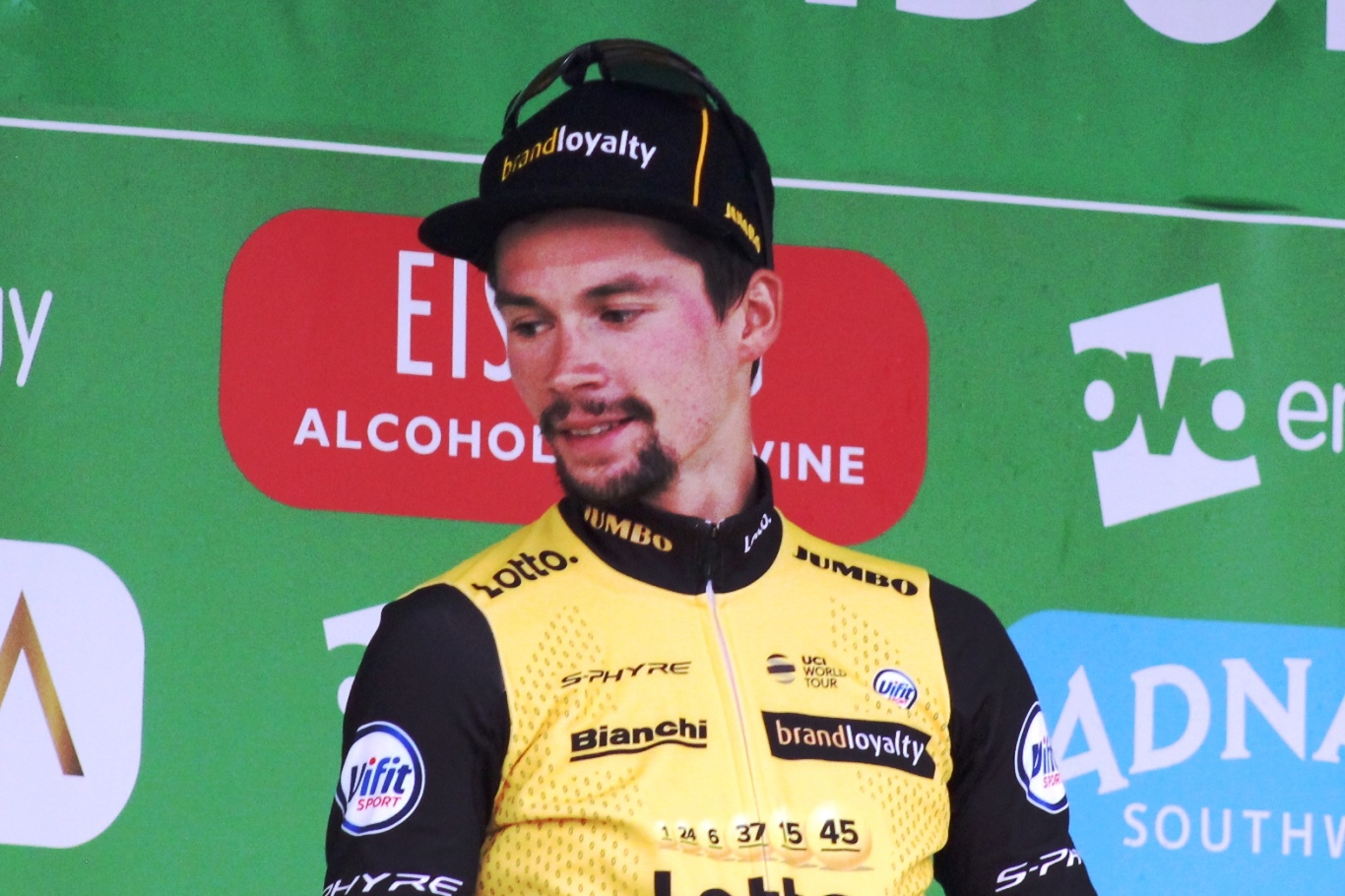
Roglič en el podio final de la Vuelta a Gran Bretaña 2018, que finalizó tercero.

##### 2018: Victorias en vueltas de una semana y cuarto en el Tour de Francia
En marzo de 2018, ganó una etapa en solitario en Tirreno-Adriático. Después de ganar una etapa y la general la Vuelta al País Vasco, ganó el Tour de Romandía frente al joven colombiano Egan Bernal. En preparación para el Tour de Francia, participó en el Tour de Eslovenia, que ganó bastante por delante de su perseguidor, Rigoberto Urán, por casi 2 minutos y además de sus compatriotas Matej Mohorič y Tadej Pogačar por más de 4 minutos, ganando la etapa reina de escenario entre Ljubljana y Kamnik, y al día siguiente la contrarreloj entre Trebnje y Novo Mesto. También se convirtió en el segundo ciclista en ganar más de una edición del Tour de Eslovenia, después de su primera victoria en 2015. En el Tour de Francia, ganó en Laruns, dejando atrás a los favoritos en los últimos kilómetros, luego tomó el tercer lugar en la general a expensas de Chris Froome. Al día siguiente, sin embargo, perdió un lugar en la clasificación general debido a un mejor desempeño de Froome en la contrarreloj. Después de este cuarto puesto en el Tour de Francia, justo por delante de su compañero Steven Kruijswijk, anunció su objetivo de participar en la carrera en línea del Campeonato Mundial de Ciclismo en Ruta de Innsbruck y no disputar la contrarreloj. Luego ocupó el tercer lugar en el Tour de Gran Bretaña, pero terminó solo el 34.º en el Campeonato Mundial de Ciclismo en Ruta.

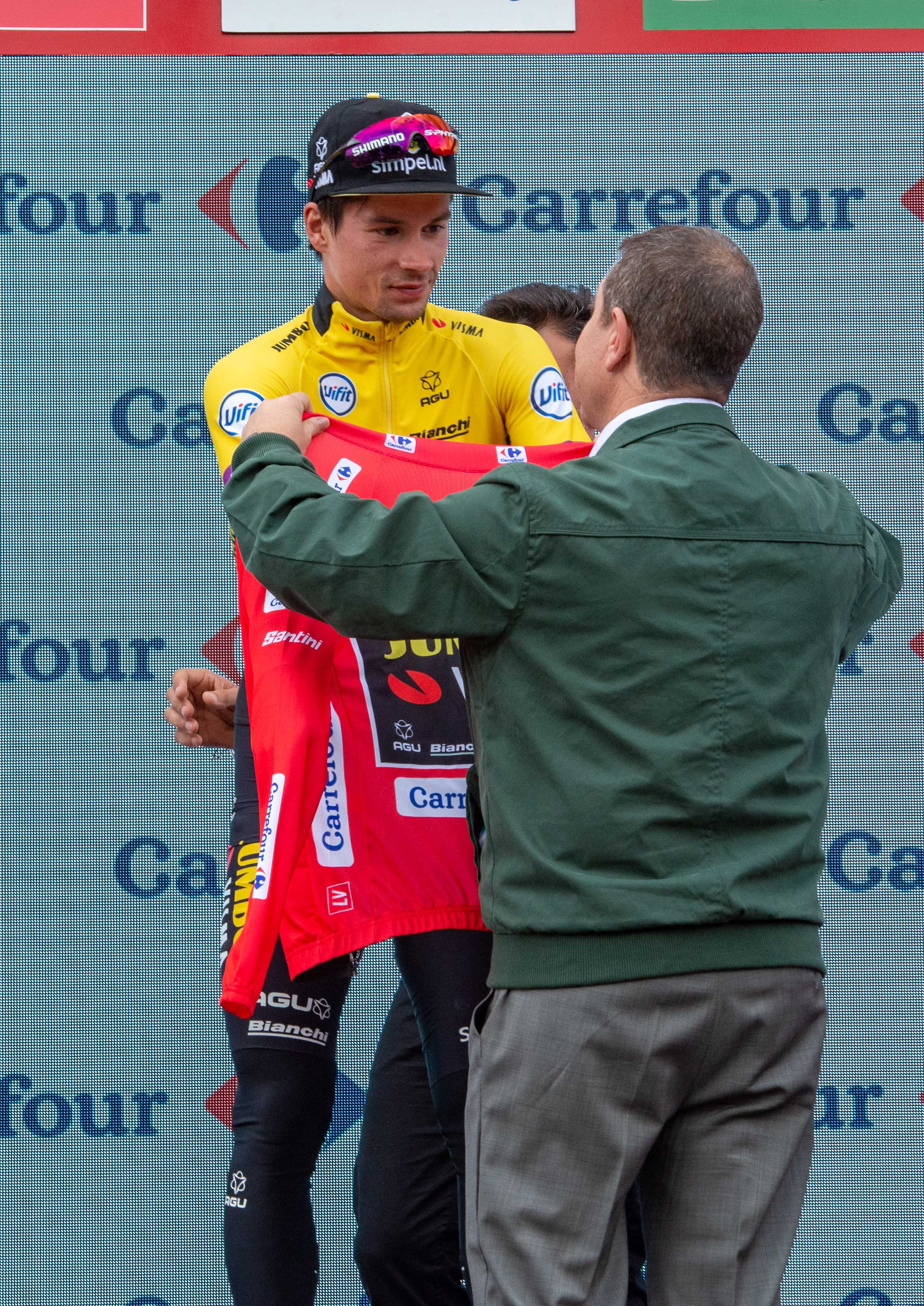
El presidente asiste a la llegada de la 19 Etapa de la Vuelta Ciclista a España (48727826856)

##### 2019: Ganador de la Vuelta a España
En preparación para el Giro de Italia, ganó en sucesión rápida dos carreras por etapas del UCI World Tour: el UAE Tour y, por un segundo por delante de Adam Yates, la Tirreno-Adriático. Siempre se benefició de los buenos resultados de su equipo durante la contrarreloj por equipos. En mayo, fue intocable en el Tour de Romandía, donde revalidó su título del año anterior, ganando tres de las seis etapas (y obtuvo dos podios más), la clasificación general y la clasificación por puntos. En el Giro de Italia triunfó en la etapa prólogo y la contrarreloj de montaña, finalizando tercero en la clasificación general. En la Vuelta a España ganó la contrarreloj individual y se proclamó vencedor de la general, siendo su primera vuelta de tres semanas, además de llevarse la clasificación de los puntos.

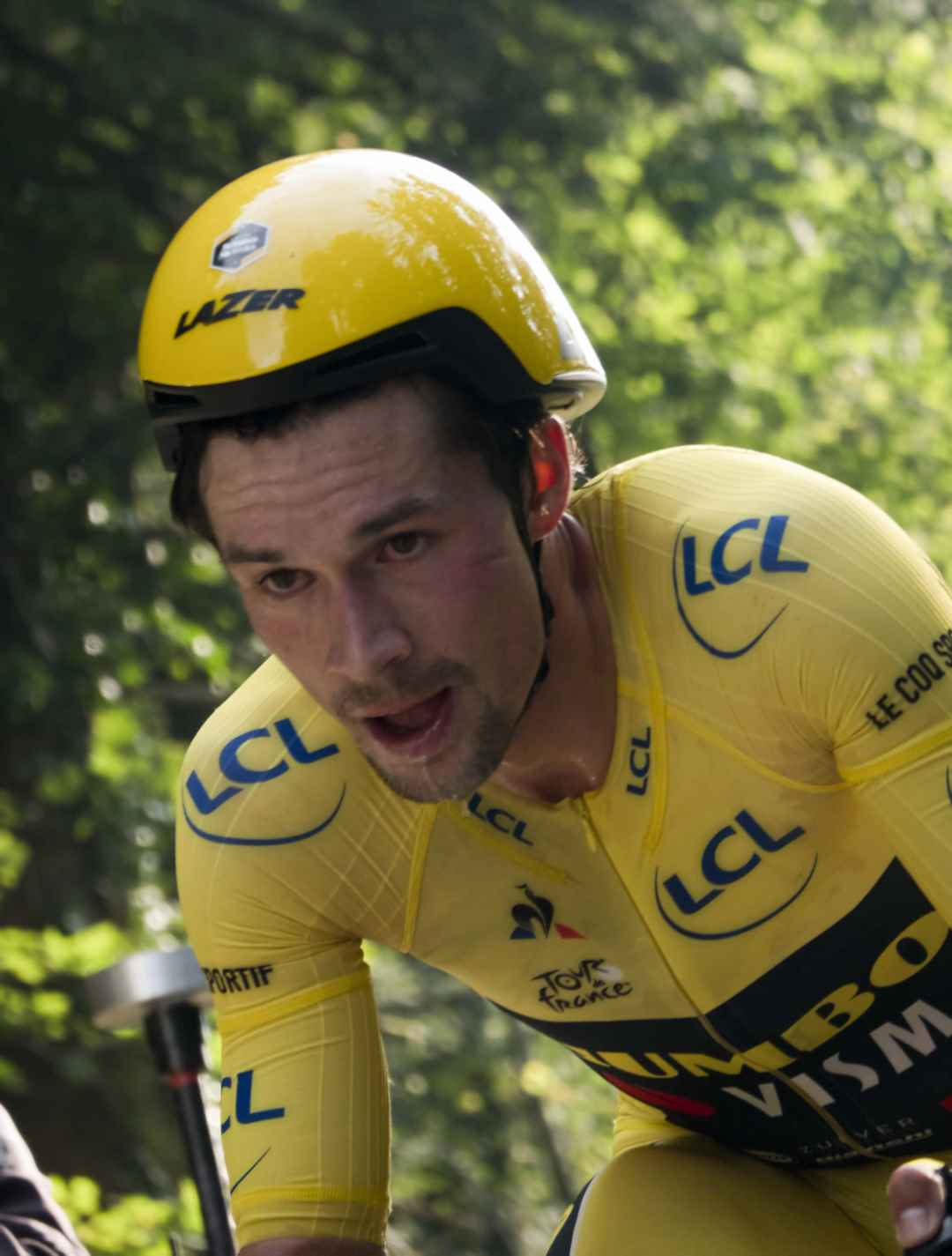
Roglič durante la 20.ª etapa del Tour de Francia de 2020.

##### 2020: 2.º en el Tour de Francia y 1.º en la Vuelta a España por segundo año consecutivo
Tras la para de calendario ciclista de la UCI por efectos de la pandemia de COVID-19, Roglič debuta en el Campeonato de Eslovenia en Ruta, donde se impone a Tadej Pogačar en la subida final; y días más tarde termina 2.º en el Campeonato de Eslovenia de Contrarreloj, batido justamente por Pogačar. En su camino al objetivo del Tour de Francia Roglič participa en el Tour de l'Ain, donde se impone en dos etapas y vence en la general ante quienes aparentemente debían ser dos de sus principales contrincantes para el Tour, los colombianos Egan Bernal y Nairo Quintana, segundo y tercero respectivamente.
Después, participa en la carrera preparatoria del Tour por excelencia, el Critérium del Dauphiné, donde se impone en la segunda etapa y lidera la general hasta la quinta etapa, donde abandona tras sufrir una caída. Tras esto, surgen en los medios diversas informaciones que afirman que Roglič llegaría en demasiada buena forma al Tour, pero que no es el principal candidato para ganarlo. El propio Roglič afirmó que la caída sufrida en el Dauphiné le planteó no correr la ronda francesa. Sin embargo, tras muchas dudas, toma la salida en el Tour de Francia, donde se impone en la 4.ª etapa y comanda la general, con un impecable trabajo de su equipo Jumbo-Visma, desde la 9.ª hasta la 20.ª etapa de cronoescalada, penúltima de la ronda gala, perdiendo el maillot amarillo ante su compatriota Tadej Pogačar terminando en la general de 2.º.

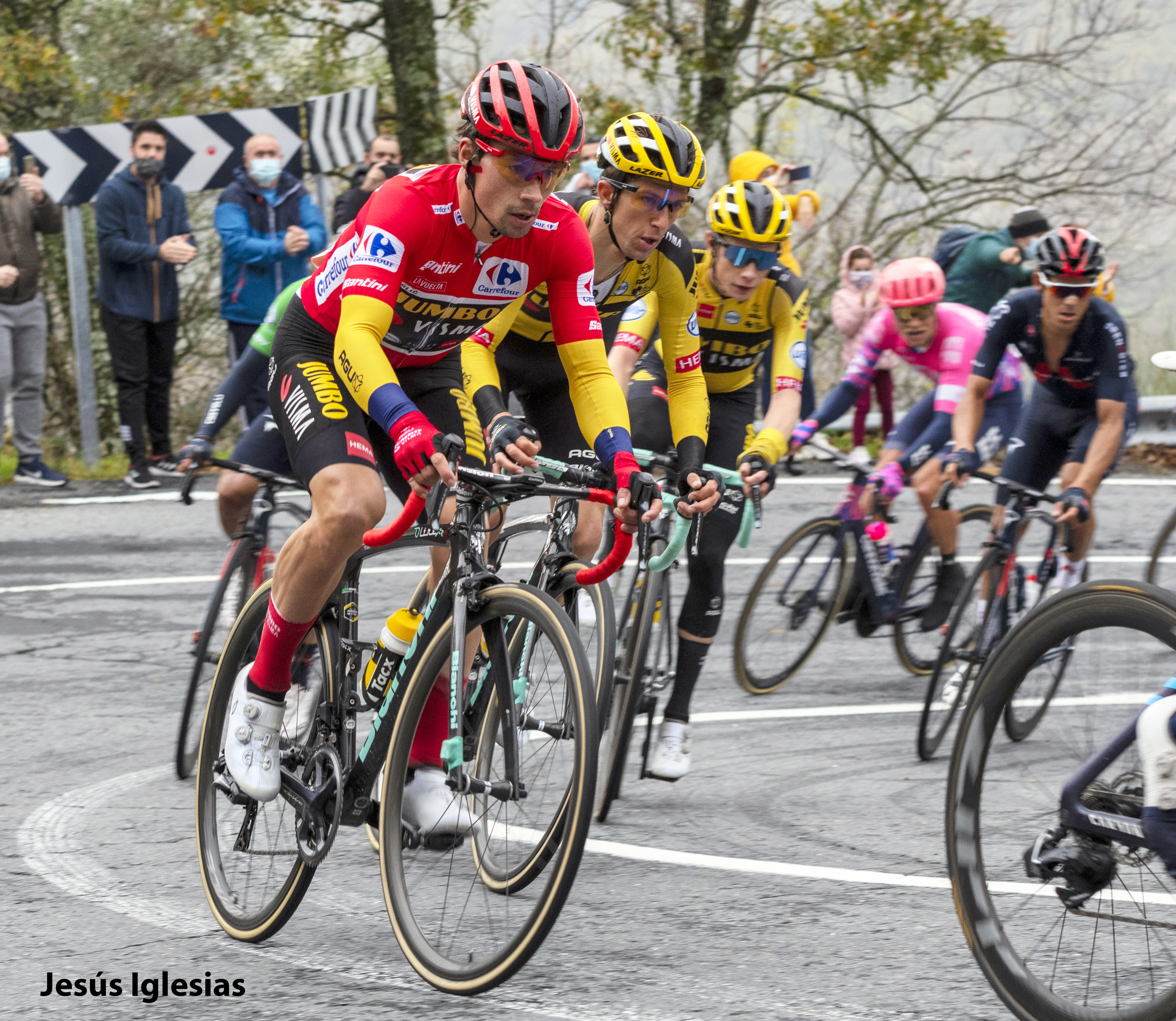
Roglič vestido de rojo durante la Vuelta a España de 2020.

Después del Tour de Francia, Roglič participa en el Campeonato del Mundo de Ruta, donde no participa en su especialidad, la contrarreloj, terminando 6.º en la prueba de ruta. Luego participa en la Lieja-Bastoña-Lieja, donde se impone por milímetros a Julian Alaphilippe, posteriormente descalificado, en el sprint final. Finalmente, decide cerrar su temporada en la Vuelta a España, donde se impone en las etapas 1, 8, 10 y 13 de cronoescalada, similar a la del Tour. A pesar del gran número de victorias que le sumaron tiempo en la general por las bonificaciones, las diferencias serían muy pequeñas con quien terminó siendo su más duro oponente por la ronda ibérica, el ecuatoriano Richard Carapaz, quienes intercambiaron el maillot de líder durante toda la Vuelta. 
En la etapa 17, la penúltima de la Vuelta debido a que las tres primeras etapas que se debían correr en los Países Bajos fueron canceladas por los efectos de la pandemia de COVID-19 en este país, estuvo a punto de sucederle lo mismo que en el Tour, donde Carapaz llegó primero que Roglič a la meta en La Covatilla aunque sin ganar la etapa, descontándole bastante tiempo al esloveno en la general, pero gracias a una inesperada ayuda de los españoles Marc Soler y Enric Mas del Movistar (anterior equipo de Carapaz), donde aparentemente peligraba el lugar de Mas en la general, Roglič se va a la rueda de ellos y consigue el impulso necesario para llegar a la cima de La Covatilla, ganando finalmente la carrera por 24 segundos ante Richard Carapaz, subiendo a lo más alto de Madrid por delante del ecuatoriano y del británico Hugh Carthy. Además de llevarse la Vuelta a España por segundo año consecutivo, también gana por segunda vez consecutiva la clasificación por puntos, siendo su equipo nuevamente un factor decisivo para este logro, tal cual como lo fueron en el Tour, aunque en este caso los resultados fueron positivos tanto para Roglič como para el Jumbo-Visma.

##### 2021: Campeón olímpico y campeón de la Vuelta a España
Ganó la cuarta etapa y primera jornada de montaña de la París-Niza con final en Chiroubles y se quedó con la camiseta de líder de la carrera. Alzó los brazos de nuevo en la sexta fracción con llegada en Biot tras 202,4 kilómetros de recorrido y continuaría en el primer puesto de la general. En la penúltima etapa con llegada en Valdeblore la Colmiane, conseguiría su tercer triunfo parcial en la competencia. En la octava y última fracción, debilitado por una caída inesperada, no pudo resistir el ataque de sus rivales y perdería el título con Maximilian Schachmann. Se reencontraría con la victoria en la primera etapa de contrarreloj de la Vuelta al País Vasco y se colocaría como el primer líder de la carrera. Cruzó la meta en segundo lugar en la tercera fracción con final en Llodio y conservaría el primer puesto de la clasificación general. Finalizó segundo en la sexta etapa con llegada en Arrate y se coronaría campeón de la competencia, el podio lo completó, Jonas Vingegaard 2.º y Tadej Pogačar 3.º Ocupó el segundo lugar en la Flecha Valona, superado solamente por el francés Julian Alaphilippe a quien reconocería como el más fuerte de la jornada. Durante la tercera jornada del Tour de Francia 2021, sufrió una fuerte caída que afectaría drásticamente su desempeño en las siguientes fracciones, cruzó la meta en el antepenúltimo lugar (175.º) en la etapa ocho con llegada en Le Grand-Bornand, en conjunto con los directores de equipo tomaría la decisión de abandonar la competencia y centrarse en la recuperación, no tomaría la partida de la novena etapa. En los Juegos Olímpicos de Tokio 2020, consiguió la medalla de oro en la modalidad de contrarreloj. A la postre, sería una de las tres medallas de oro que consiguió Eslovenia en esos Juegos Olímpicos y la sexta de la historia en el momento en el que la consiguió.

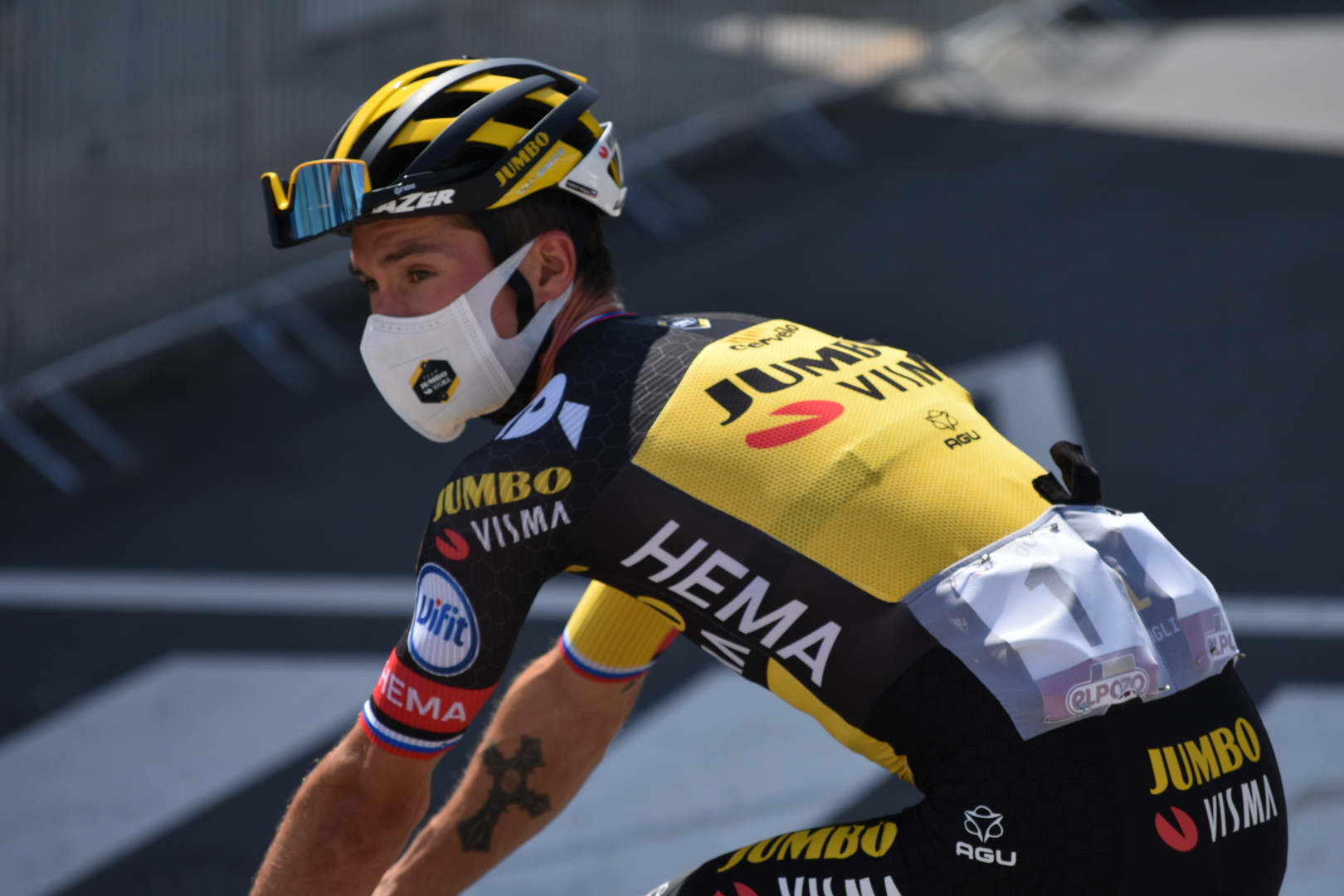
Primoz Roglic momentos antes de la salida de la quinta etapa de La Vuelta 2021 en Taracon

Ganó la etapa inicial de la Vuelta a España, consistente en prueba de contrarreloj individual con un recorrido de 7 kilómetros y se colocaría como el primer líder de la ronda ibérica. Cruzaría la meta en segundo lugar en la sexta jornada con final en el Alto de la Montaña de Cullera, con este resultado recuperaría el liderato de la clasificación general. En la novena etapa con final en el puerto de categoría especial del Alto de Velefique, el esloveno se batió en un duelo por el maillot rojo con el español Enric Mas, del cual saldría victorioso y conservaría la primera casilla de la general, la etapa sería ganada por Damiano Caruso y el corredor del Jumbo-Visma llegaría en segundo lugar. Se quedó con la victoria de la decimoprimera etapa tras cruzar de primero la meta un vibrante esprint de montaña, se ubicaría en la tercera posición de la clasificación general a 1'56" del líder Guillaume Martin. Los Lagos de Covadonga en la decimoséptima etapa sería el escenario para un nuevo triunfo en solitario del esloveno; con el triunfo, volvería a vestir el maillot rojo del líder. Cruzaría la meta en segundo lugar en la decimoctava jornada con llegada en el Alto del Gamoniteiru y continuaría como líder de la general. Ganó la contrarreloj individual de 33,8 kilómetros de la última etapa con llegada en Santiago de Compostela y se coronaría campeón por tercera ocasión consecutiva de la Vuelta a España.
Vencedor del Giro de Emilia 2021 imponiéndose ante João Almeida 2.º y Michael Woods 3.º Ganó también la clásica Milán-Turín superando a Adam Yates 2.º y João Almeida 3.º Cerraría la temporada 2021 con el cuarto lugar en la clásica monumento Giro de Lombardía.

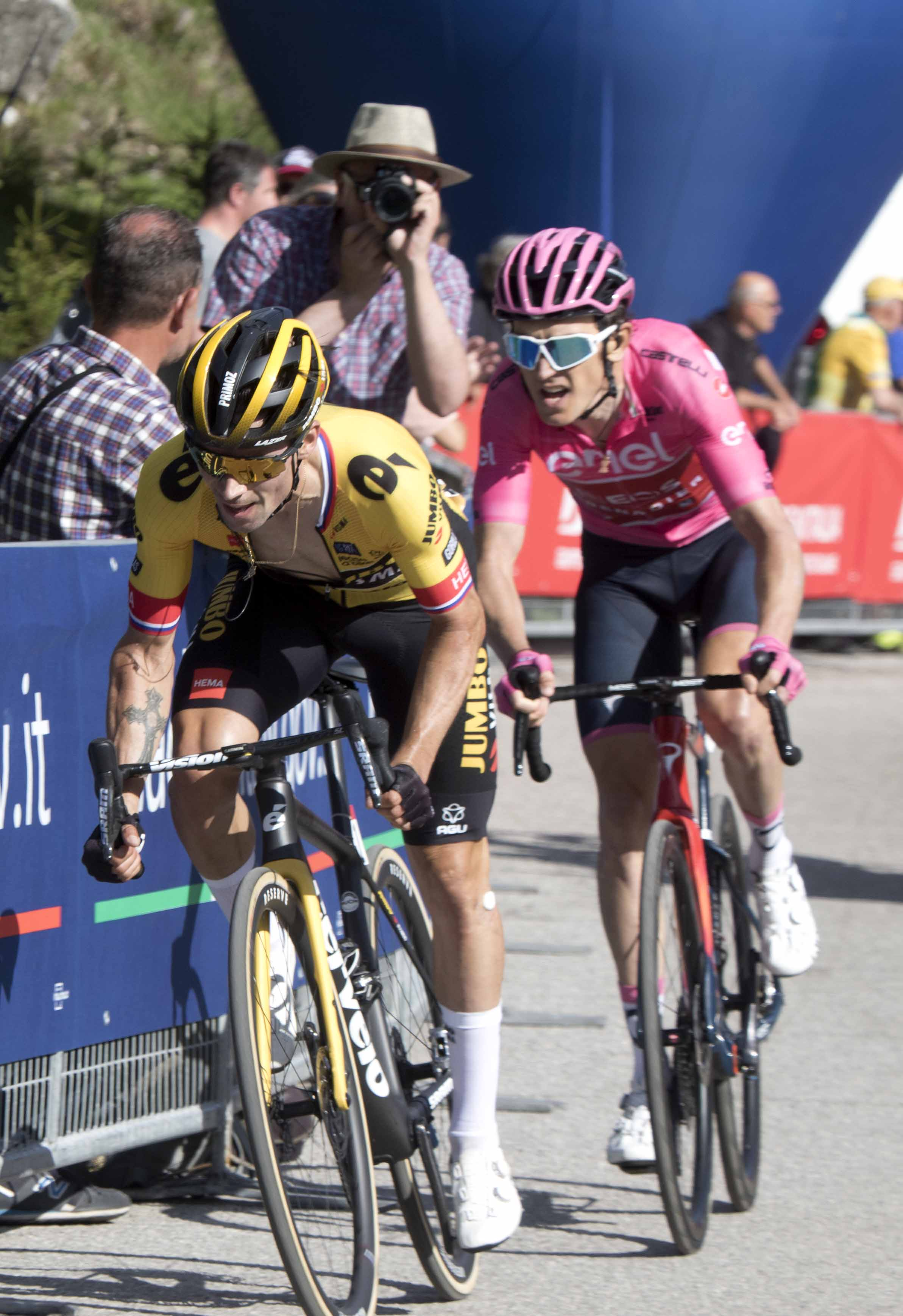
Giro 2023 GIR30074 roglic thomas (52941145351)

##### 2023: Victoria en el Giro de Italia y cambio de equipo
A principios de año se confirmó que su gran objetivo del año sería el Giro de Italia 2023, prueba a la que no acudía desde el 2019. Comenzó el Giro como uno de los favoritos a la clasificación general, después de ganar la Tirreno Adriático y la Volta a Catalunya. En la contrarreloj inicial fue sexto a 43 segundos del vencedor Remco Evenepoel, uno de sus rivales para la clasificación general. Tras la 10.ª etapa, Remco Evenepoel abandonó cuando se encontraba líder, cediendo la maglia rosa a Geraint Thomas, quedando en segundo lugar virtual Roglic a dos segundos de Thomas. En la cronoescalada de la 20.ª etapa con final en Monte Lussari, se impuso en la etapa, aventajando en 40 segundos a Geraint Thomas, lo que le sirvió para colocarse como líder de la general, confirmando dicha victoria en la etapa siguiente con final en Roma.
Finalizado el Giro, confirmó que no estaría en el Tour de Francia, afirmando que buscaría su cuarta victoria en la general de la Vuelta a España. Tomó la salida de la Vuelta a España como el jefe de filas junto con Jonas Vingegaard. Consiguió la victoria en la 8.ª etapa con final en Xorret de Catí, colocándose como líder de la general su compañero de equipo Sepp Kuss. Con el paso de las etapas, Kuss seguía aguantando como líder de la clasificación general, situación que estuvo a punto de cambiar en la 17.ª etapa con final en el Angliru, cuando Kuss cedió y Roglič se marchó en cabeza junto con Vingegaard. Roglič llegó a meta a la par que Vingegaard y consiguió la victoria de etapa, pero no fue suficiente para conseguir colocarse como líder. Finalmente, Kuss logró llevarse la clasificación general, con Vingegaard en segundo lugar y Roglič en el tercero, confirmando el triplete del Jumbo-Visma. Tras la Vuelta a España, se confirmó que cambiaría de equipo para la temporada 2024, ficha por el equipo alemán BORA-Hansgrohe para las dos próximas temporadas.

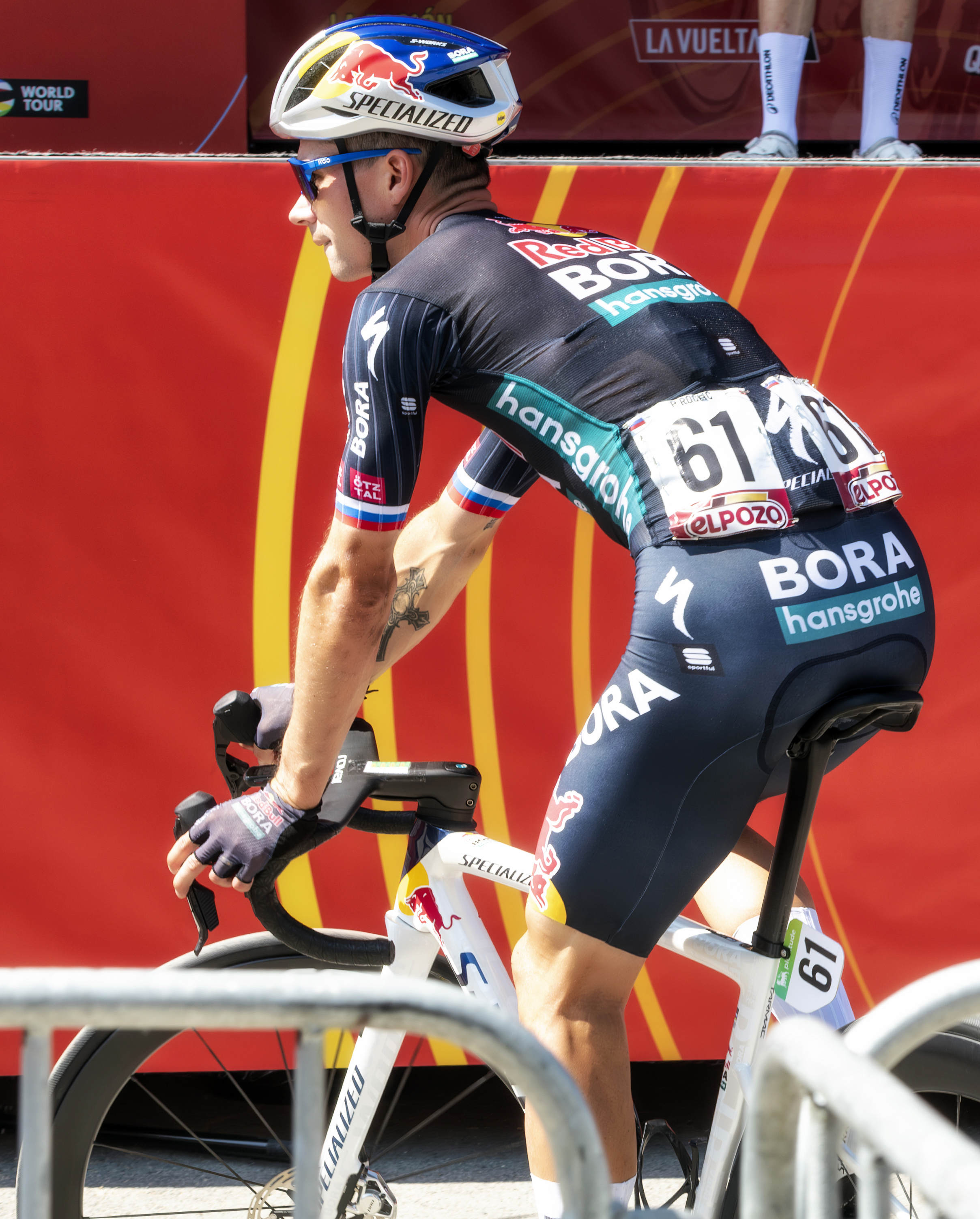
Primož Roglič @primozroglic Vuelta 2024. @lavuelta -plasencia (53942805741)

##### 2024: Nuevo abandono en el Tour y líder de la Vuelta
Para el año 2024, marcó de nuevo como su gran objetivo el Tour de Francia, que contaría con la participación de los dos últimos vencedores Jonas Vingegaard y Tadej Pogačar. En la 12.ª etapa, se confirmó su abandono del Tour, cuando marchaba 4.º en la clasificación general, después de haber tenido una caída que le hizo perder varios minutos en la etapa. Días después, se publicó que Roglič había sufrido una fractura en la tercera vértebra lumbar en su caída del Tour. Tras su caída, participó de nuevo en la Vuelta a España, donde se colocó de líder en la 4.ª etapa tras imponerse en la cima del Pico Villuercas. Dos días después, cedió el maillot del líder a Ben O'Connor, que consiguió vencer en la 6.ª etapa tras una escapada. De nuevo en la 8.ª etapa, Roglič atacó en el puerto final de Cazorla, venciendo en la etapa, recortando varios segundos a O'Connor y colocándose también como líder de la clasificación de la montaña. Cruza la meta nuevamente de primero, en la etapa 19 con final en el Alto de Moncalvillo, atacó a 5 kilómetros del final y recuperó así, el liderato de la carrera y se viste de rojo una vez más. El esloveno se corona campeón por cuarta ocasión de la Vuelta a España, título que no obtenía desde el año 2021. El podio fue completado por Ben O'Connor y Enric Mas.

##### 2025
Venció en el circuito de la etapa final de la Volta a Cataluña y se consagra Campeón de la clasificación general de la carrera. El podio lo completaría Juan Ayuso y Enric Mas, ambos españoles. Tras una destacada jornada de contrarreloj individual, en la etapa 2 del Giro de Italia, volvió a vestirse con el maillot rosa del líder, completando así 61 días al frente de una gran vuelta. Durante la novena etapa, caracterizada por varios sectores de grava, se presentó una caída donde estuvieron involucrados Lucas Hamilton, Thomas Pidcock y el corredor esloveno. La etapa 15 reflejó dificultades para el corredor del Red Bull-BORA-hansgrohe, quien cedió terreno y descendió varias posiciones en la clasificación general, estuvo involucrado en una nueva caída múltiple a su paso por el circuito urbano de Nova Gorica en Eslovenia, arribó a la meta en la posición 31, pero al cierre de la jornada se encontraba en el puesto 10 a 3'53" del líder Isaac Del Toro. La etapa 16 abrió la tercera semana de competencia y con ella el inicio de la alta montaña; considerada la etapa reina de la carrera, por la distancia de 209 kilómetros y los 5000 metros de desnivel, día de intensa lluvia. A 100 kilómetros de la meta, sufre una nueva caída de la cual no logra reponerse y se ve obligado a abandonar el Giro de Italia.

## Palmarés
| 2014 - 1 etapa del Tour de Azerbaiyán - Croacia-Eslovenia 2015 - Tour de Azerbaiyán, más 1 etapa - Tour de Eslovenia, más 1 etapa - 1 etapa de la Vuelta al Lago Qinghai 2016 - 1 etapa del Giro de Italia - Campeonato de Eslovenia Contrarreloj 2017 - Vuelta al Algarve - 2 etapas de la Vuelta al País Vasco - 1 etapa del Tour de Romandía - 1 etapa del Ster ZLM Toer - 1 etapa del Tour de Francia - 2.º en el Campeonato Mundial Contrarreloj 2018 - 1 etapa de la Tirreno-Adriático - Vuelta al País Vasco, más 1 etapa - Tour de Romandía - Tour de Eslovenia, más 2 etapas - 1 etapa del Tour de Francia 2019 - UAE Tour, más 1 etapa - Tirreno-Adriático - Tour de Romandía, más 3 etapas - 3.º en el Giro de Italia, más 2 etapas - Vuelta a España , más 1 etapa y clasificación por puntos - Giro de Emilia - Tres Valles Varesinos - UCI World Ranking - UCI Europe Tour 2020 - Campeonato de Eslovenia en Ruta - 2.º en el Campeonato de Eslovenia Contrarreloj - Tour de l'Ain, más 2 etapas - 1 etapa del Critérium del Dauphiné - 2.º en el Tour de Francia, más 1 etapa - Lieja-Bastoña-Lieja - Vuelta a España , más 4 etapas y clasificación por puntos - UCI World Ranking - UCI Europe Tour | 2021 - 3 etapas de la París-Niza - Vuelta al País Vasco, más 1 etapa - Juegos Olímpicos Contrarreloj - Vuelta a España , más 4 etapas - Giro de Emilia - Milán-Turín 2022 - París-Niza, más 1 etapa - 1 etapa de la Vuelta al País Vasco - Critérium del Dauphiné - 1 etapa de la Vuelta a España 2023 - Tirreno-Adriático, más 3 etapas - Volta a Cataluña, más 2 etapas - Giro de Italia , más 1 etapa - Vuelta a Burgos, más 2 etapas - 3.º en la Vuelta a España, más 2 etapas - Giro de Emilia 2024 - 1 etapa de la Vuelta al País Vasco - Critérium del Dauphiné, más 2 etapas - Vuelta a España , más 3 etapas 2025 - Volta a Cataluña, más 2 etapas |

## Resultados

### Grandes Vueltas
| Carrera | Carrera         | 2013 | 2014 | 2015 | 2016 | 2017 | 2018 | 2019 | 2020 | 2021 | 2022 | 2023 | 2024 | 2025 |
| ------- | --------------- | ---- | ---- | ---- | ---- | ---- | ---- | ---- | ---- | ---- | ---- | ---- | ---- | ---- |
|         | Giro de Italia  | —    | —    | —    | 58.º | —    | —    | 3.º  | —    | —    | —    | 1.º  | —    | Ab.  |
|         | Tour de Francia | —    | —    | —    | —    | 38.º | 4.º  | —    | 2.º  | Ab.  | Ab.  | —    | Ab.  | 8.º  |
|         | Vuelta a España | —    | —    | —    | —    | —    | —    | 1.º  | 1.º  | 1.º  | Ab.  | 3.º  | 1.º  | —    |

### Vueltas menores
| Carrera | Carrera                | 2013 | 2014 | 2015 | 2016 | 2017 | 2018 | 2019 | 2020 | 2021 | 2022 | 2023 | 2024 | 2025 |
| ------- | ---------------------- | ---- | ---- | ---- | ---- | ---- | ---- | ---- | ---- | ---- | ---- | ---- | ---- | ---- |
|         | París-Niza             | —    | —    | —    | —    | —    | —    | —    | —    | 15.º | 1.º  | —    | 10.º | —    |
|         | Tirreno-Adriático      | —    | —    | —    | 52.º | 4.º  | 28.º | 1.º  | —    | —    | —    | 1.º  | —    | —    |
|         | Volta a Cataluña       | —    | —    | —    | 44.º | —    | —    | —    | X    | —    | —    | 1.º  | —    | 1.º  |
|         | Vuelta al País Vasco   | —    | —    | —    | —    | 5.º  | 1.º  | —    | X    | 1.º  | 8.º  | —    | Ab.  | —    |
|         | Tour de Romandía       | —    | —    | —    | —    | 3.º  | 1.º  | 1.º  | X    | —    | —    | —    | —    | —    |
|         | Critérium del Dauphiné | —    | —    | —    | —    | —    | —    | —    | Ab.  | —    | 1.º  | —    | 1.º  |      |
|         | Tour de Polonia        | —    | —    | —    | 22.º | —    | —    | —    | —    | —    | —    | —    | —    |      |
|         | Tour del Benelux       | —    | —    | —    | 18.º | —    | —    | —    | —    | —    | X    | —    | —    |      |

### Clásicas, Campeonatos y JJ.OO.
| Carrera               | Carrera               | 2013          | 2014          | 2015          | 2016 | 2017          | 2018          | 2019          | 2020          | 2021 | 2022 | 2023 | 2024 | 2025 |
| --------------------- | --------------------- | ------------- | ------------- | ------------- | ---- | ------------- | ------------- | ------------- | ------------- | ---- | ---- | ---- | ---- | ---- |
| Strade Bianche        | Strade Bianche        | —             | —             | —             | 74.º | 35.º          | 48.º          | —             | —             | —    | —    | —    | —    | —    |
|                       | Milán-San Remo        | —             | —             | —             | —    | 67.º          | —             | —             | —             | —    | 17.º | —    | —    | —    |
| Amstel Gold Race      | Amstel Gold Race      | —             | —             | —             | —    | —             | —             | —             | —             | 69.º | —    | —    | —    | —    |
| Flecha Valona         | Flecha Valona         | —             | —             | —             | —    | —             | —             | —             | —             | 2.º  | —    | —    | —    | —    |
|                       | Lieja-Bastoña-Lieja   | —             | —             | —             | —    | —             | —             | —             | 1.º           | 13.º | —    | —    | —    | —    |
| Clásica San Sebastián | Clásica San Sebastián | —             | —             | —             | —    | 21.º          | Ab.           | —             | X             | —    | —    | —    | —    | 22.º |
|                       | Giro de Lombardía     | —             | —             | —             | —    | 40.º          | 17.º          | 7.º           | —             | 4.º  | —    | 3.º  | —    |      |
| JJ. OO. (Ruta)        | JJ. OO. (Ruta)        | No se disputó | No se disputó | No se disputó | 26.º | No se disputó | No se disputó | No se disputó | No se disputó | 28.º | ND   | ND   | —    | ND   |
| JJ. OO. (CRI)         | JJ. OO. (CRI)         | No se disputó | No se disputó | No se disputó | 10.º | No se disputó | No se disputó | No se disputó | No se disputó | 1.º  | ND   | ND   | —    | ND   |
| Mundial en Ruta       | Mundial en Ruta       | —             | —             | —             | —    | 121.º         | 34.º          | Ab.           | 6.º           | 48.º | —    | —    | 64.º |      |
| Mundial Contrarreloj  | Mundial Contrarreloj  | —             | —             | —             | 24.º | 2.º           | —             | 12.º          | —             | —    | —    | —    | 12.º |      |
| Europeo CRI           | Europeo CRI           | —             | —             | —             | 7.º  | —             | —             | —             | —             | —    | —    | —    | —    |      |
| Eslovenia en Ruta     | Eslovenia en Ruta     | 10.º          | 4.º           | 7.º           | 5.º  | 5.º           | —             | 4.º           | 1.º           | —    | —    | —    | —    |      |
| Eslovenia CRI         | Eslovenia CRI         | —             | —             | —             | 1.º  | —             | —             | —             | 2.º           | —    | —    | —    | —    |      |

—: No participa

Ab.: Abandona

X: No se disputó

### Récords y marcas personales
- Único ciclista en ganar París-Niza, Tirreno-Adriático, Vuelta a Cataluña, Vuelta al País Vasco, Tour de Romandía y el Critérium del Dauphiné.

## Premios y reconocimientos
- Bicicleta de Oro (2020)

## Equipos
- Adria Mobil (2013-2015)
- Jumbo (2016-2023)
  - LottoNL-Jumbo (2016-2018)
  - Team Jumbo-Visma (2019-2023)
- Bora-Hansgrohe (2024-)
  - Bora-Hansgrohe (2024)[67]
  - Red Bull-BORA-hansgrohe (2024-)[68]